# 弗拉希納山
弗拉希納山是東南歐的山脈，其名稱意義為「弗拉赫人的山」，位於保加利亞和北馬其頓接壤的邊境，長50公里、寬30公里，最高點海點位於卡迪伊察山，高度為1,924米，受大陸性氣候影響。